# Gernot Böttrich
Gernot Böttrich (* 23. Mai 1929 in Dresden; † 23. April 2017 in Iserlohn) war ein deutscher Apotheker, Unternehmer und Fußballfunktionär.
Der approbierte Apotheker Böttrich siedelte Anfang der 1950er-Jahre von Dresden nach Westdeutschland über und wurde in der Getränke-Branche tätig, zunächst von 1954 bis 1957 bei Sinalco und anschließend bis 1965 bei der Bavaria-St. Pauli-Brauerei in Hamburg. Ab 1965 war er bis 1979 Brauereidirektor des Friesischen Brauhauses zu Jever, wo er sich auf Grund seiner Verdienste um die Brauerei den Spitznamen Mr. Jever erwarb, und ging dann in den Vorstand der Brauerei Iserlohn. Nachdem die Rostocker Brauerei von der Beck’s-Gruppe übernommen worden war, wurde Böttrich ab 1991 deren Geschäftsführer und konnte den Bierabsatz bis zu seinem Ausscheiden im November 1994 auf fast 500.000 Hektoliter nahezu verdoppeln. Ab 1995 gehörte er dem Beirat der Rostocker Brauerei an und war vorwiegend als freier Wirtschaftsberater in der Getränkeindustrie tätig. Ab 1993 war er zudem stellvertretender Vorsitzender des Brauereiverbandes Nord.
Von November 1993 bis Februar 1994 war Böttrich der Präsident von Hansa Rostock. Sein Amtsvorgänger Gerd Kische blieb als Manager des Vereins tätig. Das Ziel war es, den finanziell angeschlagenen Zweitligisten durch Vernetzung und einen Sponsor aus der Getränkeindustrie zu stabilisieren, was nur unzureichend gelang und zum Zerwürfnis des Präsidiums führte. Nach nur vier Monaten im Amt trat Böttrich als Präsident zurück. Der Vizepräsident Gert Schättiger war bereits einen Monat zuvor zurückgetreten, bot nach Böttrichs Rücktritt allerdings an, die Vereinsführung mit dem bis dahin 2. Vizepräsidenten Karl-Heinz Lemcke und dem Schatzmeister Holger Wehnke bis zur Neuwahl im Herbst 1994 kommissarisch zu übernehmen. Als Böttrichs Nachfolger Peter-Michael Diestel im Jahr 1997 von seinem Amt zurücktrat, signalisierte Böttrich erneut Interesse an der leitenden Position beim FCH. Den Vorzug erhielt jedoch der CDU-Fraktionsvorsitzende Eckhardt Rehberg.
Gernot Böttrich verstarb 2017 einen Monat vor seinem 88. Geburtstag in Iserlohn und wurde auf dem Hauptfriedhof beigesetzt. Er war verheiratet und hatte drei Kinder. Sein Sohn Arnd-Henning Böttrich wurden ebenso in leitenden Positionen in der Getränkeindustrie tätig.